# Bracia (powieść Karola Bunscha)
Bracia – powieść Karola Bunscha z 1976 roku, należąca do cyklu "Powieści Piastowskie". Akcja toczy się w latach 1025-1034. Bohaterem powieści jest Mieszko II Lambert. Bunsch przedstawia go jako władcę wszechstronnie wykształconego, światłego lecz mającego trudności w zjednywaniu i pozyskiwaniu ludzi, zbyt łagodnego i pobłażliwego. Jako źródło upadku potęgi państwa Chrobrego autor wskazuje konflikt Mieszka z braćmi Bezprymem i Ottonem a także decyzję o przekazaniu praw do tronu nieślubnemu synowi Bolkowi, która przyniosła mu konflikt z żoną Rychezą. 
Po śmierci ojca Mieszko nie może sobie poradzić z władzą w ogromnym państwie pozostawionym mu w spadku przez ojca Bolesława. Podstępnie zdradzony przez przyrodniego brata Bezpryma wpada w coraz większe kłopoty. Nie walczy jednak sam - wspomaga go jego nieślubny syn Bolko.